# Île Stewart (Chili)
Pour les homonymes insulaires, voir Île Stewart. Pour les autres homonymes, voir Stewart.
L'île Stewart (en espagnol : isla Stewart) est une petite île chilienne située dans la partie méridionale de l'archipel de la Terre de Feu. L'île se trouve à l'extrémité occidentale du canal Beagle, face aux côtes de la grande île de la Terre de Feu à l'ouest des îles O'Brien, Gordon et Londonderry. Son climat est très pluvieux avec de forts vents d'ouest. L'île a une superficie de 242,1 km2.
Administrativement, l'île est rattachée à la province de l'Antarctique chilien, au sein de la XIIe région de Magallanes et de l'Antarctique chilien.
L'île a été nommée d'après John Robert Stewart (1847-1919), marin d'origine écossaise engagé dans la Marine chilienne.